# Chor (Musik)

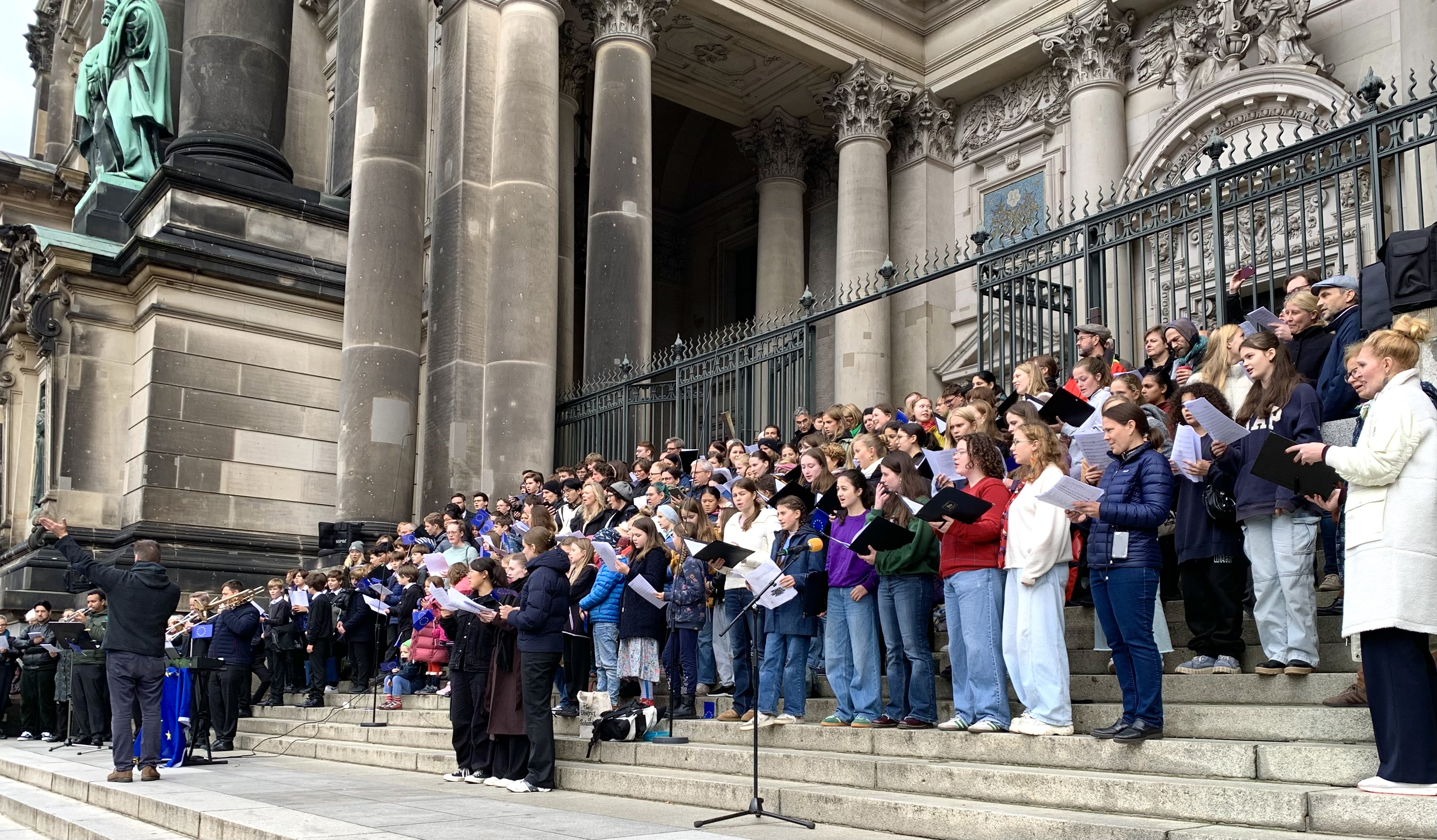
Chor der Sing-Akademie zu Berlin

Unter einem Chor (von altgriechisch χορός chorós „Tanzplatz, Reigen, tanzende Schar“) versteht man in der Musik eine Gemeinschaft von  Singenden, in der jede Stimme mehrfach besetzt ist. Außerdem ist Chor die Bezeichnung für ein von diesem Ensemble aufzuführendes Stück.
Der Begriff Chor in der heutigen Bedeutung prägte sich erst im 17. und 18. Jahrhundert. Bis dahin war ein Chor eine Gruppe von Musizierenden im Allgemeinen. Dies kommt heute noch in Begriffen wie Posaunenchor oder Geigenchor zum Ausdruck. Chormitglieder werden zuweilen Chorist(en) genannt.
Zudem bezeichnet Chor in der Instrumentalmusik die verschiedenen Stimmlagen gleichartiger Musikinstrumente (etwa als Blockflötenchor: Blockflöten von der kleinen Sopranino-Blockflöte bis zum Großbass).

## Arten von Chören
Es gibt verschiedene Kriterien zur Charakterisierung von Chören. Diese sind nicht ausschließlich und häufig überlappend. Es gibt keine einheitliche Taxonomie.
Grundsätzlich wird nach den vorkommenden Stimmlagen unterschieden:
- gemischter Chor: Mehrere Stimmlagen sind vertreten, also sowohl Frauen- als auch Männerstimmen. Hierzu zählen auch Knabenchöre, in denen Tenor und Bass besetzt sind
- gleichstimmiger Chor, zum Beispiel Frauenchor, Kinderchor (in gleicher Stimmlage wie ein Frauenchor), Männerchor

Darüber hinaus finden weitere Merkmale Anwendung:
- Anzahl der Sänger, zum Beispiel Kammerchor (etwa 15 bis 30 Mitglieder) oder Oratorienchor. Sind die Stimmen nur solistisch oder höchstens zweifach besetzt, sodass sich die Stimmen nicht chorisch mischen, spricht man von einem Vokalensemble
- Anspruch auf künstlerische Qualität, zum Beispiel Konzertchor, Volkschor
- Funktion bzw. Institution, zum Beispiel Kirchenchor (auch Kantorei), Gesangverein, Rundfunkchor, Opernchor, Studiochor, Singakademie, Philharmonischer Chor, Schulchor, Kurrende, Gauchor, Showchor, Polizeichor, Bundeswehr-Chor, Hochschulchor, Akademischer Chor, Werkschor, Landesjugendchor, integrative Kantorei
- Stilrichtung, zum Beispiel Schola, Madrigalchor, Oratorienchor, Shantychor, Popchor, Gospelchor, Barbershop-Chor, Jazzchor
- vertretene Klientel, zum Beispiel Kinderchor, Mädchenchor, Knabenchor, Jugendchor, Seniorenchor, Arbeiterchor, Bergmannschor, Schwulen- oder Lesbenchor, Winzerchor, deutsch-französischer Chor, Gebärdenchor.

Es gibt viele Chöre, die sich den Namen ihres bevorzugten Komponisten aneignen. Zahlreiche Bachchöre, aber auch Monteverdichöre und Heinrich-Schütz-Chöre zeigen dies für die Barockmusik beispielhaft. Auch klassische, romantische und moderne Komponisten können namensgebenden sein, wie etwa beim Mozart-Chor, Mendelssohn-Chor, Reger-Chor oder beim Hugo-Distler-Chor.
Im 21. Jahrhundert kam es zum Phänomen des virtuellen Chores durch die Darbietung eines Musikstückes durch eine Gruppe von Personen über das Internet. Die Besonderheit ist dabei, dass sich die einzelnen Sänger und der Dirigent nicht im selben Raum befinden. Die Anwesenheit ist ausschließlich über das Internet vermittelt.

## Chorbesetzung
| Stimmlagen für Chorsänger | Stimmlagen für Chorsänger |
| Frauenstimmen             | Männerstimmen             |
| ------------------------- | ------------------------- |
| Sopran (S)                | Tenor (T)                 |
| Mezzosopran               | Bariton                   |
| Alt (A)                   | Bass (B)                  |

Sänger mit gleichen Stimmlagen werden zu Stimmgruppen zusammengefasst. Die Unterteilung der Stimmgruppen wird vom vorzutragenden Stück bestimmt und heißt Besetzung. In einem Stück können unterschiedliche Besetzungen vorkommen. Um die Einteilung der Stimmgruppen darzustellen, werden deren Anfangsbuchstaben üblicherweise hintereinandergeschrieben und diese Abkürzung in Zusammenhang mit dem Stücktitel mitgeteilt.
Die Anzahl der Sänger eines Chores kann sich stark unterscheiden. So kann diese im einstelligen Bereich liegen, aber auch bis auf etwa 20 bis 50 in größeren Besetzungen, oder sogar auf 100 oder mehr Mitwirkende anwachsen. Havergal Brians extrem voluminös orchestrierte Gothic Symphony nutzt beispielsweise 500 Gesangsstimmen. Häufig sind diese der Übersicht halber in zwei SATB-Chöre eingeteilt. So auch in Mahlers 8. Sinfonie (die Sinfonie der Tausend). Große Chöre oder geteilte Chöre gab es allerdings bereits u. a. in der venezianischen Doppelchörigkeit des Barocks.

### SATB – Standardbesetzung gemischter Chöre
Gewöhnlicherweise sind in einem gemischten Chor die Frauenstimmen in die hohe Sopran- und die tiefere Alt-Lage, die Männerstimmen in die hohe Tenor- und die tiefe Bass-Lage unterteilt. Die Abkürzung für diese Standardbesetzung lautet SATB. Die im Sologesang üblichen Zwischenstimmlagen Mezzosopran und Bariton sind in der Chormusik eher als Sopran II bzw. Alt I sowie Bass I (auch Bassbariton) anzutreffen.

### Stimmteilung und Chorteilung
Jede Stimme kann intern und unabhängig von anderen Stimmen noch einmal geteilt werden. Dabei ist häufig die erste Stimme höher und die zweite tiefer. Bei der Abkürzung wird der Buchstabe der Stimme verdoppelt.
- SSAATTBB: Sopran I/II, Alt I/II, Tenor I/II, Bass I/II (achtstimmiger gemischter Chor; bspw. in romantischer Chormusik zu finden)
- SSATB: Sopran I/II, Alt, Tenor, Bass (fünfstimmiges Stück mit geteiltem Sopran)

Weitergehende Teilungen sind möglich, aber selten.
Teilt sich der Chor in Teilchöre, so werden diese auch in der Abkürzung geteilt. Doppelchörigkeit ist eine typische Besetzung in der Barockmusik (Beispiele: Venezianische Mehrchörigkeit und einige Motetten von Johann Sebastian Bach). Bei mehrchöriger Aufteilung spielt der Tonumfang (Ambitus) der Stimmen keine Rolle (ein Sopran in Chor I singt also nicht höher als ein Sopran in Chor II); Doppelchöre werden üblicherweise stimmlich ausgewogen gebildet.
- SATB/SATB: Sopran I, Alt I, Tenor I, Bass I, Sopran II, Alt II, Tenor II, Bass II (Doppelchor; im Gegensatz zum oben beschriebenen achtstimmigen gemischten Chor).

Bereits seit dem Frühbarock wurden die Chöre auch in mehr als zwei Chöre unterteilt (vgl. auch Venezianische Mehrchörigkeit). Beispielsweise gehen einige Stücke der Psalmen Davids (1619) von Heinrich Schütz von vier Chören aus, von denen im Bedarfsfall bestimmte Stimmen oder Chöre instrumental ausgeführt werden können.

### Weitere Besetzungsformen
- SAMst: Sopran, Alt, Männerstimme (reduzierte Version von SATB, oft dem Männermangel in Chören geschuldet)
- Knaben- oder Frauenchor-Besetzungen
  - SSAA: Sopran I/II, Alt I/II
  - SSA: Sopran I/II, Alt
  - SAA: Sopran, Alt I/II
- Männerchor-Besetzungen
  - TTBB: Tenor I/II, Bass I/II gleich
  - TTBar.B: Tenor I/II, Bariton, Bass
  - TTB: Tenor I/II, Bass
  - TBB: Tenor, Bass I/II gleich TBar.B: Tenor, Bariton, Bass

### Bemerkungen zu historischen Sonderformen
Neben der gängigen musikalischen Praxis gibt es Sonderformen, die auf historische Vorbilder zurückzuführen sind:
- Mitwirkung von hohen Männerstimmen (Countertenor) in Sopran („Diskant“) und/oder Alt.
- die historische Aufführungspraxis stellt Theorien auf, nach denen bestimmte Chorwerke des Spätmittelalters, der Renaissance und des Barock in den jeweiligen Stimmen grundsätzlich solistisch (also nur mit einem Sänger) zu besetzen sind.
- die alte Kantoreipraxis lässt zu den Vokalstimmen zusätzlich Instrumentalstimmen mitlaufen.

## Statistik
Die genaue Anzahl der Chöre und Sänger in Deutschland kann nur geschätzt werden, da viele Chöre keiner Organisation angehören und zum Beispiel die Schulchorarbeit nicht systematisch erfasst wird. Gesicherte Zahlen gibt es daher nur von den Chorverbänden (Deutscher Chorverband, Verband Deutscher Konzertchöre, Cäcilienverband, Chorverband in der Evangelischen Kirche in Deutschland), die von 1.790.000 Menschen in 45.000 deutschen Chören ausgehen. Nach weitergehenden Schätzungen sind 3,3 Millionen Menschen in 61.000 Chören aktiv. Insofern singen etwa 2–3 % der deutschen Gesamtbevölkerung in einem Chor.
Aufgeteilt nach Sparten ergibt sich folgendes Bild:
- etwa 45 % – gemischte Chöre
- etwa 31 % – Kinder- und Jugendchöre
- etwa 16 % – Männerchöre
- etwa 8 % – Frauenchöre

Die ältesten gemischten Chöre der Welt im heutigen Sinne sind die Singgesellschaft Wetzikon (1755), die Sing-Akademie zu Berlin (1791), die noch heute besteht, die Dreyssigsche Singakademie in Dresden (1807) und das Singinstitut in Zürich (1805). Sie sind nicht vergleichbar mit den jahrhundertealten kirchlichen Chören (z. B. Knabenchöre, Domchöre), den teilweise vokal besetzten Collegia musica ab dem 16. Jahrhundert oder den englischen Glee-Clubs und Madrigal-Societies ab dem 18. Jahrhundert, welche alle nur elitären Kreisen zugänglich waren.

## Museum
Das einzige Chormuseum Deutschlands befindet sich in Feuchtwangen (Mittelfranken).

## Galerie

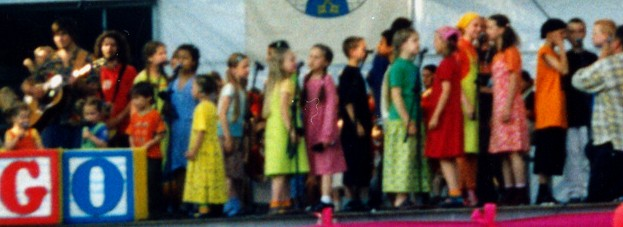
Kinderchor
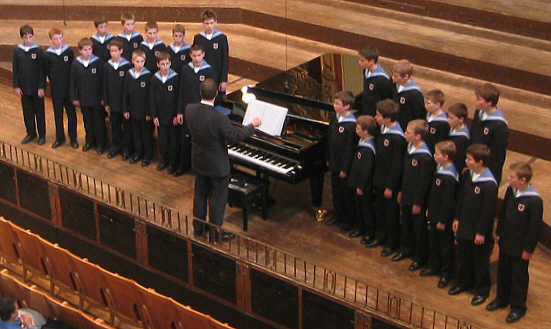
Knabenchor
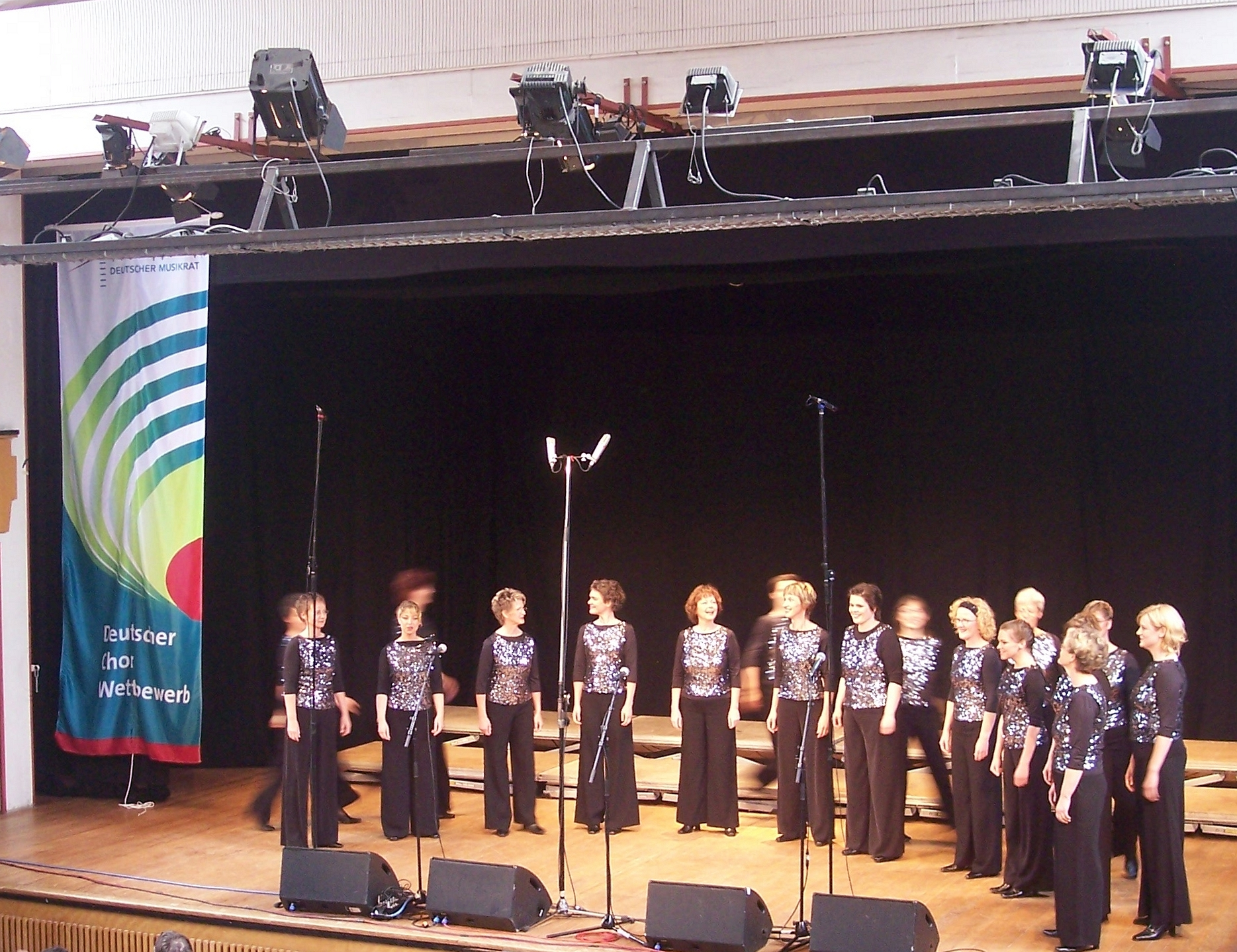
Frauenchor
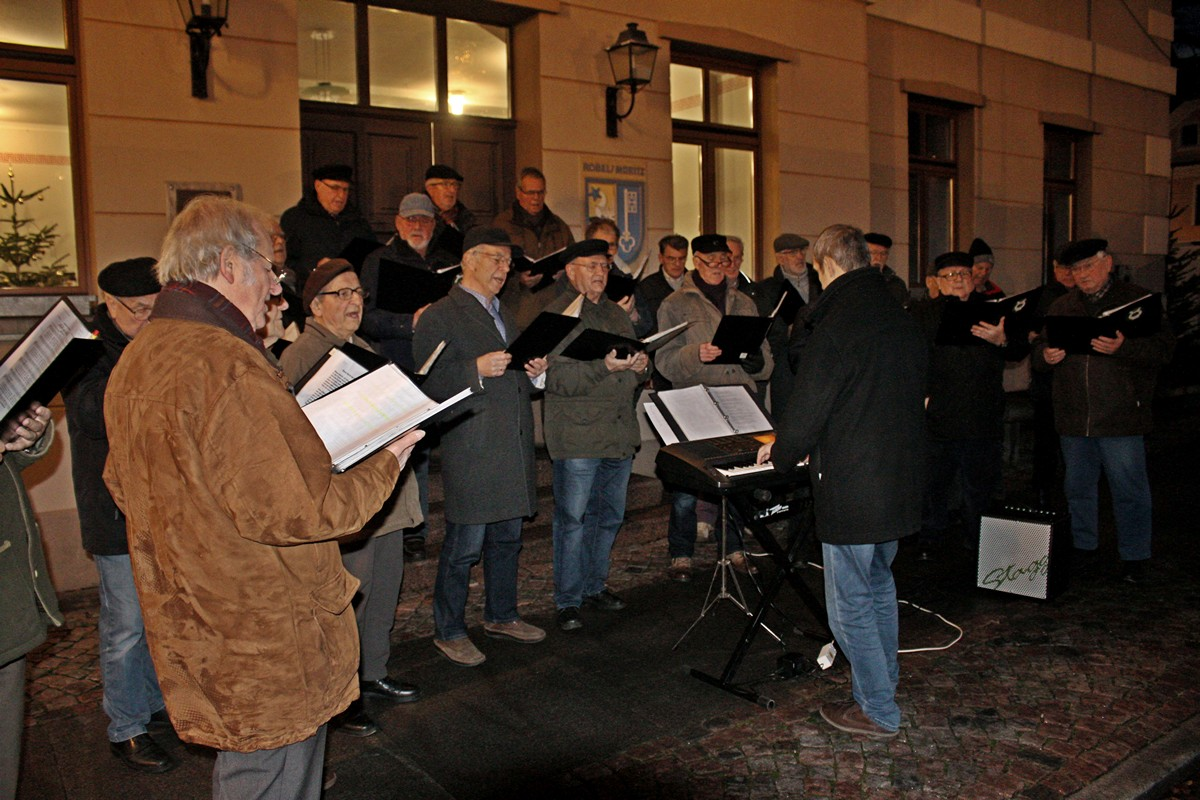
Männerchor
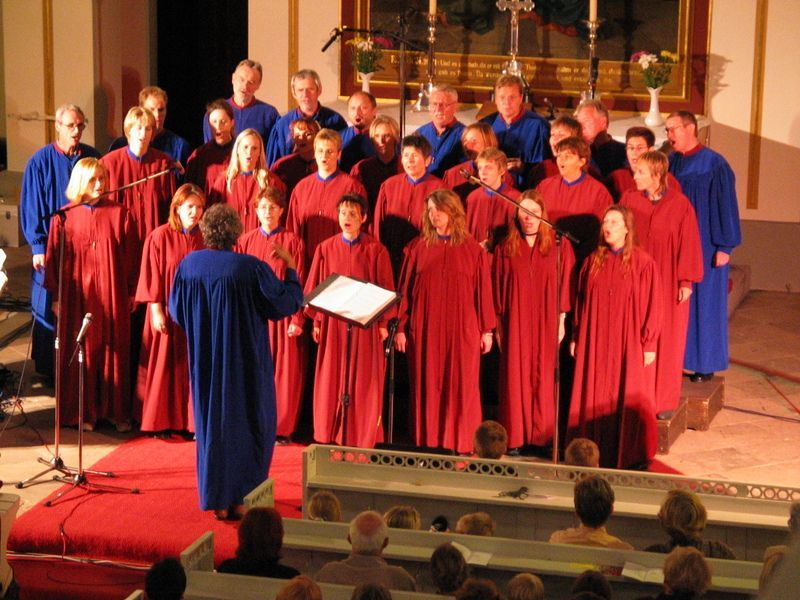
Gospelchor
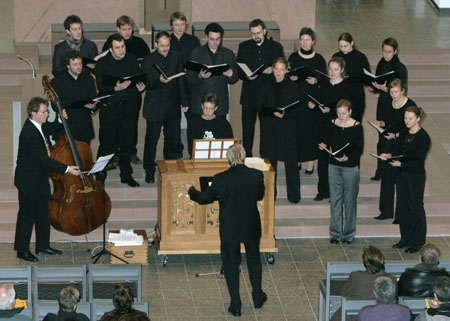
Kammerchor
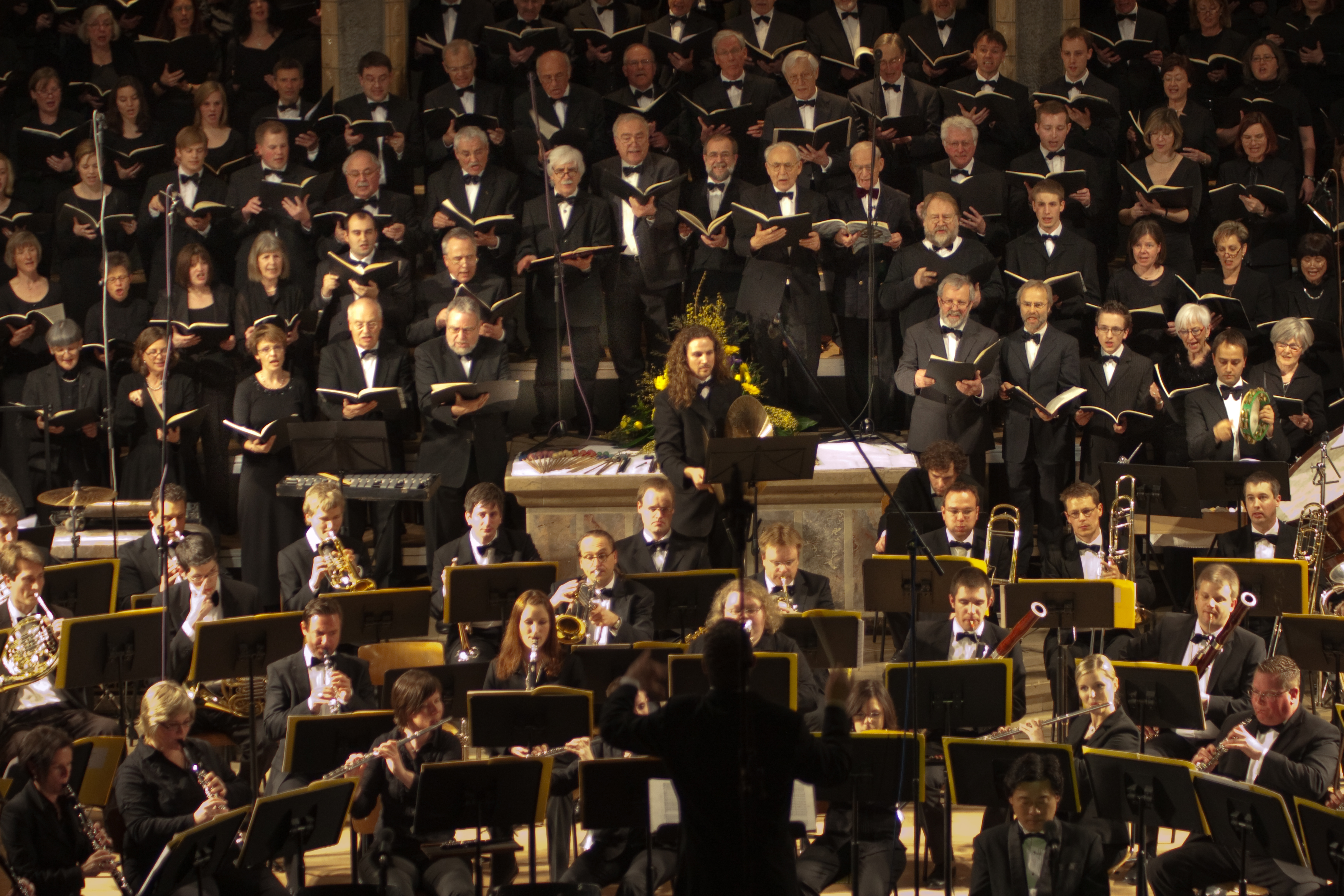
Oratorienchor
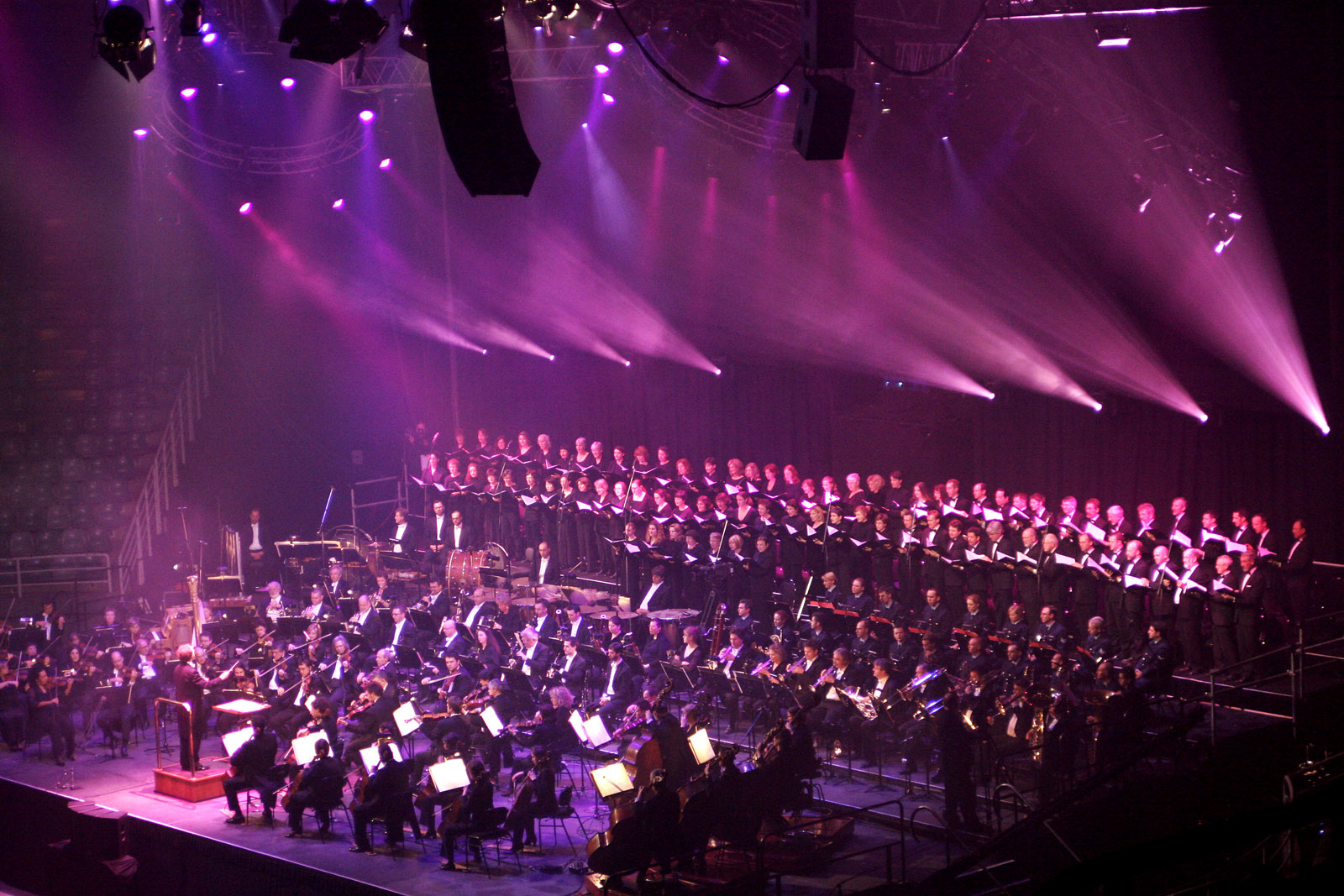
Sinfonischer Chor
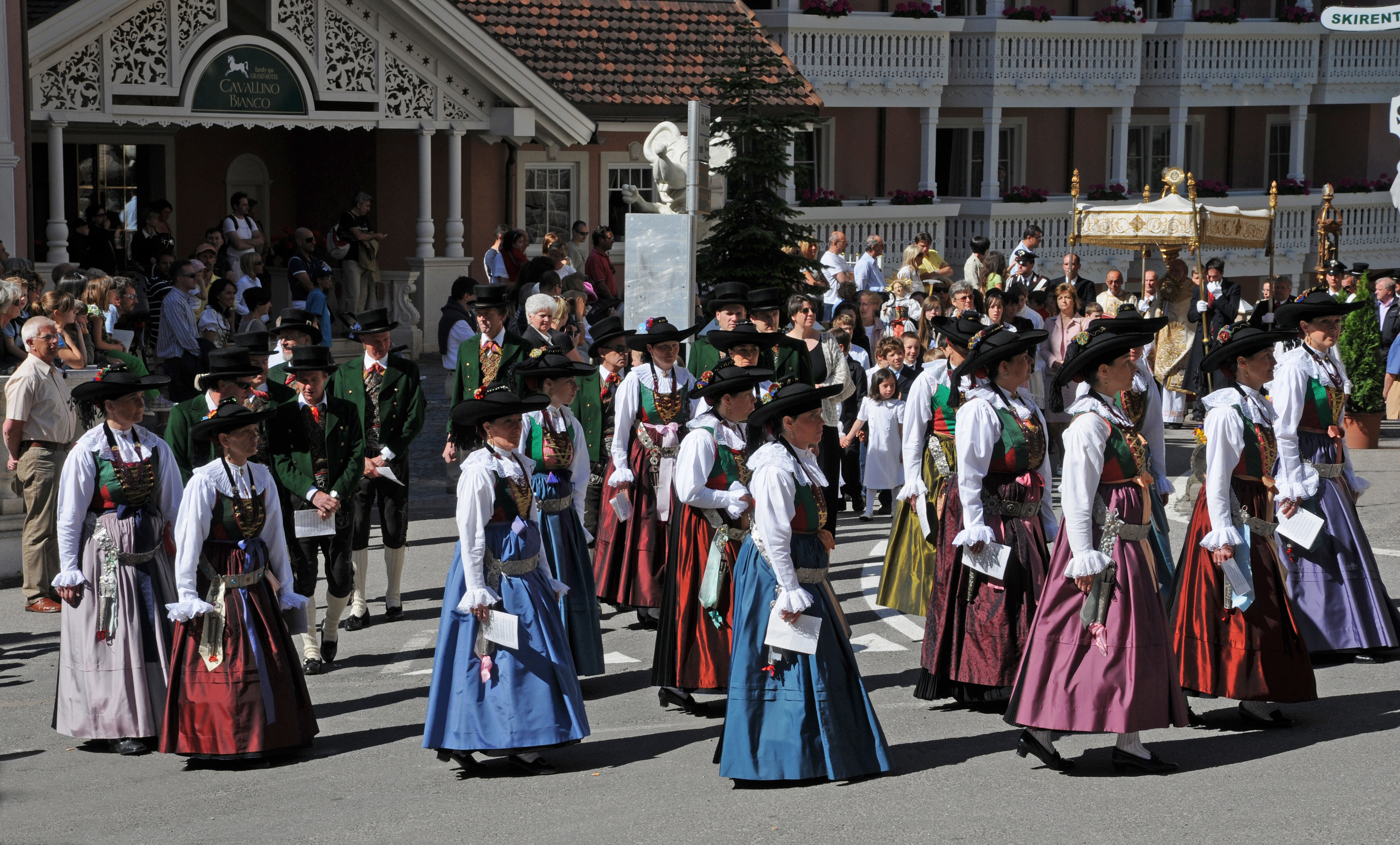
Kirchenchor in Südtirol
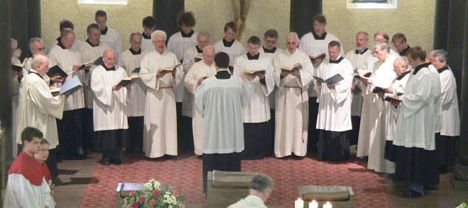
Choralschola